# 宋协毅
宋协毅（1958年—），男，日语教育家，大连大学副校长，日本语言文化学院院长。浙江越秀外国语学院稽山讲座学者。

## 经历
1984年7月毕业于大连外国语学院日语系，毕业后留校任教。1988年10月赴日本国立名古屋大学文学部大学院（研究生院）日本语言文化专业留学，1991年获得硕士学位，1998年获得博士学位。

## 业绩

### 著作
- 《新编汉日日汉同声传译教程》外语教学与研究出版社
- 《现代日本事情》大连理工大学出版社
- 《大学日语听说教程》外语教学与研究出版社

### 课程研发
- 日汉同声传译课程研发